# Pardosa paracolchica
Pardosa paracolchica är en spindelart som beskrevs av Alexander A. Zyuzin och Dmitri Viktorovich Logunov 2000. Pardosa paracolchica ingår i släktet Pardosa och familjen vargspindlar. Inga underarter finns listade i Catalogue of Life.